# Флотація залізних руд
Флотація залізних руд
Усі залізні мінерали можуть флотуватися оксигідрильними збирачами. Оскільки залізні руди є відносно дешевою сировиною, то при їхній флотації застосовують найдешевші збирачі з групи жирних, нафтенових кислот, оксикислот або побічні продукти різних галузей промисловості, з яких найбільше розповсюдження отримали талове масло і сульфатне мило. Для зниження чутливості жирних кислот до солей твердості води застосовують добавки емульгаторів (реагенти типу ОП) та алкілсульфатів. При високій концентрації солей твердості в пульпі більш доцільне застосування нечутливих до них оксикарбонових кислот. Підвищення селективності оксигідрильного збирача при флотації залізних руд спостерігається при збільшенні кількості подвійних зв'язків у його аполярному ланцюгу або при введенні атома азоту в його молекулу. 
Флотованість мінералів заліза знижується зі збільшенням вмісту зв’язаної води і зменшенням щільності структури. У звичайних умовах спостерігається такий ряд флотованості оксигідрильними збирачами: сидерит > гематит > мартит > магнетит > гетит. Попереднє окиснення магнетиту спричиняє збільшення вмісту тривалентних йонів заліза в поверхневому шарі, що покращує його флотованість.
Гідроксильні йони, катіони лужноземельних металів і рідке скло депресують, а сода активує флотацію всіх залізних мінералів. Органічні депресори — крохмаль, карбоксиметилцелюлоза та інші аналогічні реагенти депресують флотацію заліза як при аніонному, так і при катіонному збирачах. Ці особливості флотаційної поведінки мінералів заліза використовують при їхньому відділенні від породи, яка представлена кварцом, польовим шпатом, амфіболами, піроксенами, хлоритами, гранатом, епідотами, олівінами, кальцитом у різному співвідношенні залежно від генезису родовища.
При флотації залізних руд застосовують три основні методи: 
- пряму аніонну,
- зворотну аніонну,
- катіонну флотацію.

Пряма аніонна флотація оксидів заліза здійснюється при значеннях рН = 6 – 7 в операціях основної і контрольної флотації і рН = 5,5–6 у перечисних операціях. Для регулювання рН застосовують сірчану кислоту. Для депресії мінералів породи використовується рідке скло або колоїдна кременева кислота (до 1 кг/т). Селективність дії рідкого скла зростає з додаванням солей алюмінію, міді та ін. Якщо в руді міститься апатит, то флотація буде кращою у слабокислому середовищі при добавках флуоридів або флуорсилікатів. Для нейтралізації дії солей твердості, які зв'язують збирач, активують пусту породу і депресують оксиди заліза, додатково подають у невеликій кількості фосфатні сполуки, сірчистий натрій та ін. Витрати збирача залежать від пористості корисних мінералів і досягають 1 кг/т при флотації найбільш пористих з них — гідроксидів заліза, які флотуються з меншою ефективністю, ніж гематит і мартит. При наявності у руді силікатів заліза, значної кількості апатиту, кальциту й ангідриту, які при прямій аніонній флотації переходять у концентрат і забруднюють його, доцільніше застосовувати зворотну флотацію.
Як правило, при прямій флотації аніонним збирачем необхідне попереднє знешламлення руди, оскільки істотний вміст у ній гідроксидів заліза спричиняє значні втрати заліза. 
Зворотна аніонна флотація мінералів породи здійснюється у сильнолужному вапняному середовищі (рН = 11). Залізний концентрат отримують у вигляді камерного продукту. Депресія флотації мінералів заліза забезпечується депресуючою дією гідроксильних йонів, подачею органічного депресора — крохмалю, карбоксиметилцелюлози, лігносульфонату або іншого подібного реагенту при витраті 0,6—1 кг/т і, нарешті, депресуючою дією йонів кальцію. Одночасно йони кальцію відіграють роль активатора силікатів породи. Перевагою зворотної флотації є можливість використання твердої води при витраті збирача 0,2—0,6 кг/т.
Порівняно з прямою зворотна аніонна флотація має ряд переваг:
– наявність шламів менше впливає на процес, і тому можна виключити знешламлення перед флотацією, що суттєво зменшує втрати заліза з відходами;
– процес більш стійкий при зміні співвідношень різних мінералів заліза, тому що вони залишаються у камерному продукті, за винятком тих випадків, коли у руді містяться силікати заліза, які знижують якість концентрату;
– флотація успішно проводиться при твердості води до 25 мг•екв, тоді як при прямій флотації і такій твердості активується флотація мінералів пустої породи та знижується вміст заліза у концентраті.
При застосуванні зворотної аніонної флотації із криворізьких руд можна отримати концентрати з вмістом заліза до 60—63 % при вилученні 78—83 %. Однак при вмісті в руді великої кількості силікатів результати прямої флотації можуть бути вищими.
Основним недоліком зворотної аніонної флотації є погане фільтрування концентрату, що при необхідності його подальшого грудкування може спричинити суттєві труднощі. Одночасно відмова від попереднього видалення шламів (крупністю 5—10 мкм) призводить до надлишкових витрат реагентів і порушення селективності процесу.
Зворотна катіонна флотація силікатних мінералів породи здійснюється у содовому середовищі при рН = 8–9 амінами або їхніми солями (0,2—0,4 кг/т). Залізовмісні мінерали багатьох руд успішно відділяють від пустої породи при використанні катіонних збирачів АНП або ІМ-11 (200—350 г/т). Для депресії оксидів заліза застосовують крохмаль, декстрин, танін (0,5—1 кг/т). Замість них можна використати менш дефіцитні сульфітцелюлозний луг, відходи борошномельного виробництва, карбоксиметилцелюлозу та інші органічні депресори. Негативно впливають на процес катіонної флотації йони заліза і алюмінію, які адсорбуються, у першу чергу, на силікатних мінералах і депресують їх.
Зворотна катіонна флотація порівняно з іншими процесами флотації залізних руд характеризується більш високою селективністю і швидкістю флотації, а також нечутливістю до солей твердості. Її недоліки полягають у великій вартості й токсичності збирача, дефіцитності депресора, більшій чутливості до шламів, ніж при аніонній флотації. 
Результати збагачення трьома методами флотації залізних руд майже однакові. Вибір методу в кожному випадку визначається його вартістю.